# Camacuri
Camacuri is een wijk in de Arubaanse hoofdstad Oranjestad. Het ligt 12 meter boven zeeniveau.

## Bekende gelegenheden in Camacuri
- Club Caribe
- Camacuri Bowling Center
- Elias Mansur Ballpark
- Mercurius sportveld
- Kantorencomplex "Armand Wilco Engelbrecht"

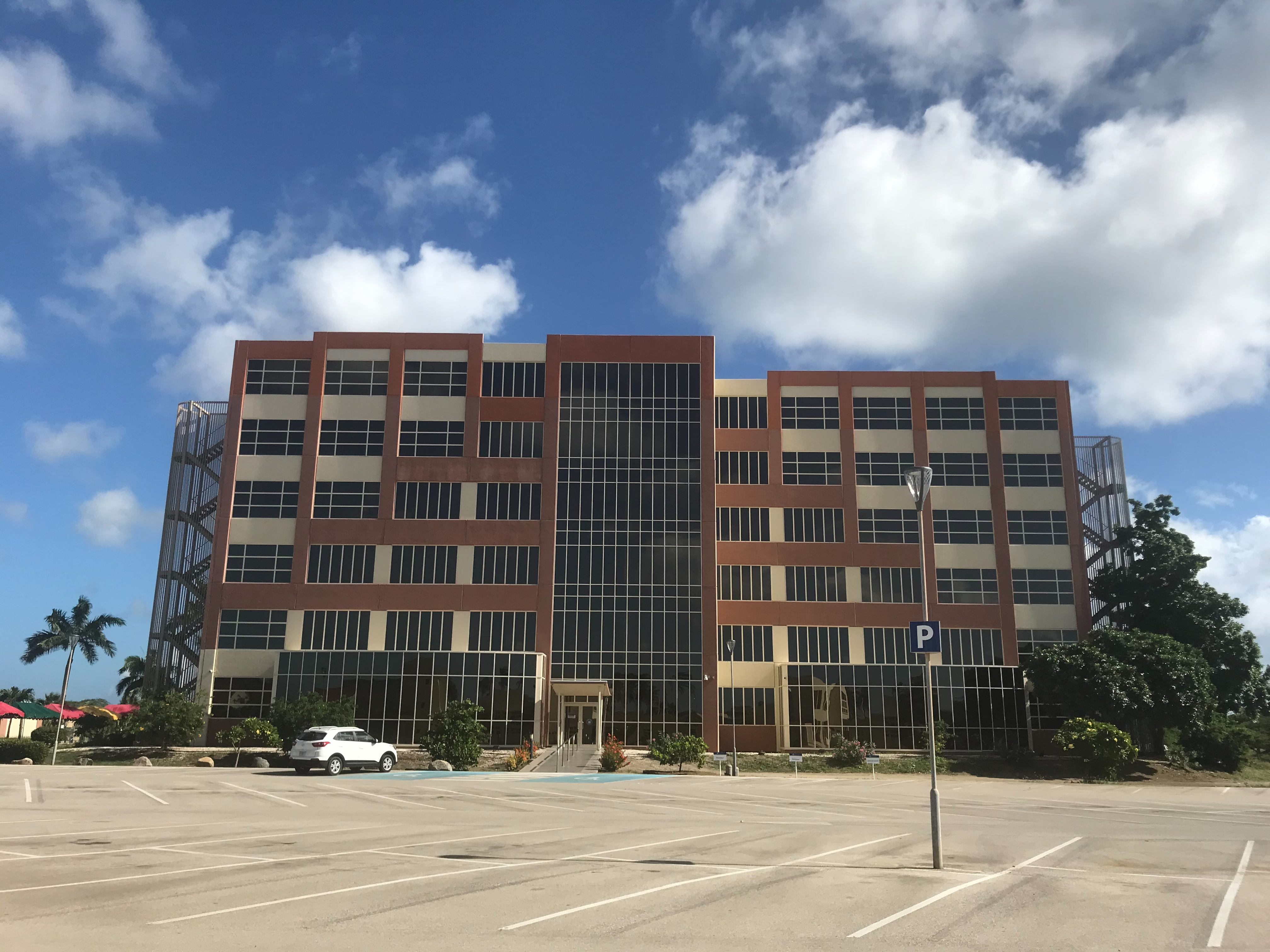
Kantorencomplex "Armand Wilco Engelbrecht", waar de overheidsdepartementen van financiën en belastingen zetelen.